# MARTa (музей)
MARTa — музей современного искусства в Германии.
Музей MARTa находится в городе Херфорд, земля Северный Рейн-Вестфалия. Отражает в своём собрании главные тенденции развития в искусстве XXI века, в частности в области художественного дизайна и проектирования современной мебели. В музее также происходят выставки прикладного искусства и дизайна, в том числе в кооперации с фирмами — производителями мебели, имеющими традиционно обширную сеть предприятий в районе Херфорда. Название музея MARTa выражает эти тенденции — М в данном случае означает мебель, ART — англ. искусство и а — амьбиенте. В здании музея предусмотрены посещения для проведения различных научных мероприятий, просмотра кинофильмов и т. п. Директор музея — Роланд Нахтигеллер (с января 2009 года). Адрес музея MARTa в Херфорде — Гёбенштрассе 4-10 (Goebenstraße 4-10).
Здание музея спроектировано архитектором Фрэнком Гери и было построено в 2001—2005 годах в деконструктивистском стиле. Строительство обошлось в 30,1 миллион евро. Выставочная площадь музея равна 2.500 м². Само здание, созданное из камня и стали, выглядит как гигантская скульптура, совершенно асимметрично и не имеет на своей внешней стороне окон. Крыши над его отдельными частями волнистой формы и различной высоты. В центре музея находится «собор» высотой в 22 метра, вокруг которого кружат 5 выставочных галерей различной высоты. Входное отделение создано из стекла и металла. Стены и потолки внутренних помещений, сделанные из гипс-картона, также неровные и волнистой формы. Вокруг здания музея расположены различные скульптуры и искусственные объекты, например Стальной шар Лучано Фабро.

## Выставки
- 2010: Richard Neutra in Europa
- 2010: A Lifetime for Architecture — Der Fotograf Julius Shulman